# Fairlight CMI
El Fairlight CMI (Computer Musical Instrument) és un sistema electrònic de composició musical, manufacturat per la marca australiana Fairlight, que incorporava un sampler, un sintetitzador digital polifònic i un seqüenciador.

## Història
La idea original dels seus creadors, els australians Kim Ryrie i Peter Vogel, era construir un sintetitzador de funcionament totalment digital (amb mètode additiu), en contrast amb els sintetitzadors analògics (de síntesi substractiva) que predominaven aleshores (1975). El primer model rebé el nom de Quasar M8, i fou construït amb la cooperació de Tony Furse. Aquests models incorporaven un llapis òptic amb què es podien dibuixar formes d'ona a la pantalla de l'aparell.
Com que els resultats obtinguts pel primer model no els acabaven de convèncer, Ryrie i Vogel decidiren d'introduir un canvi radical en l'orientació musical de l'instrument, i li afegiren la possibilitat d'enregistrar sons externs per reproduir-los amb el teclat. Així, acabava de néixer el mostratge (en anglès, sampling). En els primers aparells, la resolució no era gaire bona (8 bits, amb una freqüència de mostreig de 20 kHz), però la qualitat del so anà millorant i els últims models (Fairlight CMI Sèrie III, 1985) ja eren capaços de mostrejar sons amb qualitat de CD (16 bits i fins a 50 kHz).
El primer model aparegué l'any 1979. Els primers usuaris de l'instrument foren els músics Stevie Wonder i Peter Gabriel, que l'utilitzà extensament en molts dels seus discos. L'instrument venia de fàbrica amb una biblioteca de sons llestos perquè els propietaris poguessin començar a treballar-hi sense haver de crear els seus propis sons; alguns d'ells han estat utilitzats a moltes cançons conegudes i, per tant, són fàcilment recognoscibles i identificables (com és el cas dels sons orquestrals o els que imitaven veus humanes).
Les diverses versions que aparegueren posteriorment (Sèrie II, 1982; Sèrie IIx, 1984; Sèrie III, 1985) introduïren millores tècniques (com ara processadors més avançats, o més memòria interna) o nous sistemes posats a l'abast dels músics, com el MIDI. Degut a les múltiples opcions que presentava, el Fairlight era un instrument car (els seus preus assolien sovint desenes de milers de dòlars).
Durant molts anys, l'únic competidor que tingué el Fairlight era el NED Synclavier, que també es tractava d'un sistema integrat de sintetitzador digital (de fet, ja oferia la síntesi FM —de modulació de freqüència— uns anys abans de l'aparició del sintetitzador que popularitzà aquest mètode de síntesi, el Yamaha DX7), sampler i seqüenciador, amb un preu semblant. Tanmateix, amb el pas dels anys, els diferents models de l'E-mu Emulator (aparegut el 1980) i, sobretot, l'Ensoniq Mirage i l'Akai S612 esdevingueren els samplers més populars i acabaren d'erosionar la posició privilegiada de què havia gaudit el CMI. L'últim model del Fairlight CMI va aparèixer l'any 1991.

## Característiques tècniques
Les diferents funcions del Fairlight CMI apareixien presentades a una pantalla inicial, on s'enumeraven totes, distribuïdes en seccions (anomenades "pàgines" en la nomenclatura de l'empresa). A més del sintetitzador digital i del sampler, el Fairlight incorporava un sistema de programació, que incloïa tres tipus diferents de seqüenciadors: un seqüenciador per enregistrar parts tocades amb els teclats (anomenat Pàgina 9), un altre sistema per programar seqüències per passes (Music Composition Language, situat a la Pàgina C) i, potser el sistema més conegut, el Real-Time Composer (o Pàgina R), que permetia de programar seqüències en grups anomenats patrons, on es distribuïen els instruments per pistes. Aquest últim sistema era també conegut com a Rhythm Sequencer o Rhythm Arranger, perquè molts usuaris el feien servir per programar pistes rítmiques, com una caixa de ritmes.

### Quasar I, II i M8 (1975-1977)
- Microprocessadors duals Motorola 6800;
- Polifonia de 8 veus;
- Memòria: 4 kB per veu;
- Síntesi: Digital additiva (Síntesi de Fourier);
- Lectura: targeta perforada.

### CMI Sèrie I (1979)
- Microprocessadors duals Motorola 6800;
- Polifonia de 8 veus;
- Resolució i freqüència de mostreig: 8 bits, 16 kHz (mono);
- Memòria: 16 kB per veu;
- Síntesi: creació d'ones mitjançant llapis òptic, control harmònic dinàmic, edició de les formes d'ona;
- Teclat: 73 notes;
- Seqüenciador: Pàgina 9, MCL;
- RAM de vídeo: 16 kB (512x256 pixels);
- Dos disquets de 8".

### CMI Sèrie II (1980)
- Microprocessadors duals Motorola 6800;
- Polifonia de 8 veus;
- Resolució i freqüència de mostreig: 8 bits, fins a 30200 kHz (mono);
- Memòria: 16 kB per veu;
- Síntesi: creació d'ones mitjançant llapis òptic, control harmònic dinàmic, edició de les formes d'ona;
- Teclat: 73 notes;
- Control: MIDI (en alguns models);
- Seqüenciador: Pàgina 9, MCL;
- RAM de vídeo: 16 kB (512x256 pixels);
- Dos disquets de 8".

### CMI Sèrie IIx (1983)
- Microprocessadors duals Motorola 6800;
- Polifonia de 8 veus;
- Resolució i freqüència de mostreig: 8 bits, fins a 30200 kHz (mono);
- Memòria: 16 kB per veu (Sistema: 256 Kb);
- Síntesi: creació d'ones mitjançant llapis òptic, control harmònic dinàmic, edició de les formes d'ona;
- Teclat: 73 notes;
- Control: MIDI, SMPTE;
- Seqüenciador: Pàgina 9, Pàgina R, MCL;
- RAM de vídeo: 16 kB (512x256 pixels);
- Dos disquets de 8".

### CMI Sèrie III (1985)
- Microprocessadors duals Motorola 6809 i un microprocessador 6809 CPU per a les targetes de veu, microprocessador Motorola 68000 (o 68020) per a la targeta del processador de les formes d'ona;
- Polifonia de 16 veus (expandible);
- Resolució i freqüència de mostreig: 16 bits, 100 kHz (mono) o 50 kHz (stereo);
- Memòria: 14 MB, expandible fins a 32 MB (màxim: 64 MB en l'última revisió);
- Síntesi: creació d'ones mitjançant targeta gràfica, síntesi de Fourier, edició de les formes d'ona;
- Teclat: 73 notes;
- Control: MIDI, SMPTE;
- Seqüenciador: CAPS (Composer, Arranger, Performer Sequencer), polifònic, 80 pistes, Musical Composition Language (MCL);
- Disc dur, lector de cintes DC600, un disquet de 8".

## Alguns usuaris famosos del Fairlight
- Mike Oldfield
- Art of Noise
- Stevie Wonder
- David Bowie
- The Cars
- Johnny Hates Jazz
- Devo
- Peter Gabriel
- Jean Michel Jarre
- Depeche Mode
- Orchestral Manoeuvres in the Dark
- A-ha
- Yello
- The Buggles
- Frankie Goes To Hollywood
- ABC
- Pet Shop Boys
- Tears for Fears
- U2
- Klaus Schulze
- Vince Clarke (Yazoo, Erasure)
- Scritti Politti